# Гетто в Баево (Витебская область)
Гетто в Ба́ево (Витебская область) (лето 1941 — октябрь 1941) — еврейское гетто, место принудительного переселения евреев деревни Баево Зарубского сельсовета Дубровенского района Витебской области и близлежащих населённых пунктов в процессе преследования и уничтожения евреев во время оккупации территории Беларуси войсками нацистской Германии в период Второй мировой войны.

## Оккупация Баево и создание гетто
Деревня Баево была занята немецкими войсками 17 июля 1941 года.
Реализуя нацистскую программу уничтожения евреев, немцы создавали гетто почти во всех городах и населённых пунктах Беларуси, где проживало еврейское население. Так и в Баево оккупанты организовали гетто. Десятки баевских евреев сражались в рядах Красной армии, а оставшиеся и не успевшие эвакуироваться — примерно 200 человек — жили компактно на одной улице, поэтому при создании гетто нацистам не потребовалось никого переселять.
Узников ограбили и использовали на принудительных работах.

## Уничтожение гетто
В первых числах октября 1941 года (весной 1942 года) в Баево для проведения «акции» (таким эвфемизмом нацисты называли организованные ими массовые убийства) приехали гестаповцы из Горецкого района. Евреев собрали и колонной повели за реку Мерея. Там в противотанковом рву неподалёку от деревни Пахомово их расстреляли при участии местных полицейских.

## Случаи спасения
Смогли спастись только несколько человек: Наум Эйдлин, отсутствовавший во время расстрела в деревне, его дочь Елизавета и две малолетние внучки Люба и Лида.

## Память
Опубликованы неполные списки жертв геноцида евреев в Баево.
Убитым евреям в Баево установлен скромный памятник.